# Penthos
Penthos (en grec ancien Πενθος) ou Penthus était un daimôn et la personnification du chagrin dans la mythologie grecque. Son équivalent romain était Luctus (es).

## Fonction
Penthos est la personnification du chagrin et de la peine. Il apprécie ceux qui pleurent les morts. On pense qu'il aime aussi tourmenter les personnes endeuillées. 

## Mythologie
Penthos est mentionné dans l'Iliade d'Homère comme l'un des compagnons de guerre d'Arès aux côtés de Lyssa (la colère) et de Mania (la folie).
Dans les Métamorphoses d'Ovide, Penthos accompagna Tisiphone lorsqu'Héra, furieuse qu'ils aient recueilli Dionysos enfant, l'envoya rendre fous Ino et Athamas. Il aida également Héphaïstos lorsque ce dernier forgea le collier maudit d'Harmonie, qui rendrait quiconque le possédait malchanceux et misérable.
Plutarque raconte que, alors que Zeus distribua des dons aux divinités, Penthos n'était pas présent et lorsqu'il arriva, il demanda à Zeus de lui accorder un cadeau comme aux autres dieux. Zeus ne savait pas quoi faire puisqu'il avait déjà distribué les dons à tout le monde et ne put que lui accorder l'honneur de présider aux larmes et à la tristesse qui surgissent lorsqu'un être cher meurt. Ainsi, tout comme les autres divinités favorisent ceux qui les honorent, Penthos s'approche également de ceux qui l'honorent avec des douleurs et des afflictions et essaiera de leur envoyer plus de douleurs pour qu'ils continuent à l'honorer constamment. Par conséquent, puisque Penthos est un mal, pour s'en débarrasser, il faudrait faire en sorte que ces douleurs et ces lamentations ne soient pas excessives mais aussi petites que possible.

### Pages connexes
- Liste des divinités de la mythologie grecque